# Sztupa Andor
Sztupa Andor (Nagyvárad, 1826. április 9. – Budapest, 1893. január 2.) színész, színigazgató.

## Pályafutása
Jómódú szülők gyermeke volt. 1847-ben kezdte pályáját Kilényi Dávid és Csabay Pál társulatában. A vidék egyik legjelesebb jellem- és cselszövő színészévé vált. Az 1848-49-es szabadságharcban mint honvéd vett részt, majd 1854-től Gócs Ede társulatához került. 1861–1863 között Reszler Istvánnál lépett színpadra, ezután 1871–1875 tavasza között Hubay Gusztávval társulva járták a vidéket, elsősorban Észak-Magyarországot (Eperjes, Sátoraljaújhely, Gyöngyös, Miskolc). Sztupa ezután Temesvárra ment, a telet pedig Szegeden töltötte. 1878. tavaszától már önálló társulata volt, ő igazgatta az ún. „brassói kerületet”. 1885. tavaszán leköszönt, ezután előbb Pécsre ment egy évre, később pedig Szabadkára. 1887-ben költözött Budapestre, ahol a Várszínházban dolgozott mint pénztáros. 1890-ben vonult vissza mint az Országos Színészegyesület egyik első nyugdíjasa. A Nemzeti Színház tagjai közül többet is állandó vendégjátékra tudott hívni, mint például Prielle Kornéliát. Társulatának tagjai voltak többek között Szathmáry Árpád, Nikó Lina, Mindszenty Kornélia, Solymosi Elek, Komáromy Lajos, Tóth Antal és Szacsvay Imre. Sztupa felesége Kolonics Alfonza (Nagybánya, 1825. február 13. – Szamosújvár, 1884. április 2.) színésznő volt, aki főként hősnőket játszott.

## Működési adatai
1865: Arad; 1867: Szabadka. 
Igazgatóként: 1872: Eger, Ungvár, Nyíregyháza, Szatmár; 1873: Máramaros, Szabadka, Szeged; 1874: Baja, Kaposvár, Nagykanizsa, Zombor, Szeged; 1875: Temesvár, Szeged; 1876: Temesvár, Zenta, Szeged, Gyula, Arad; 1877: Beszterce, Léva, Marosvásárhely; 1878–85: Brassó, Háromszék, Sepsiszentgyörgy, Nagyszeben, Marosvásárhely, Kézdivásárhely, Székelyudvarhely, Déva, Nagyenyed, Torda, Fogaras.